# Odile Ahouanwanou
Odile Ahouanwanou, née le 5 janvier 1991 à Savalou, est une athlète franco-béninoise, spécialiste de l'heptathlon. Elle détient le record national dans cette discipline, ainsi que sur le 100 m haies, le saut en hauteur et le lancer du poids. Elle est entraîneuse de la catégorie benjamin et minimes du Stade sottevillais 76.

## Carrière
Odile Ahouanwanou commence sa carrière internationale aux championnats d'Afrique de 2012. Elle termine 6e de l'heptathlon et bat les records du Bénin de l'heptathlon (4983 points) et du 100 m haies (14 s 89). Quelques semaines plus tard, elle participe aux Jeux de Londres sur 100 m haies. Elle termine avant-dernière de sa série mais bat de nouveau le record national (14 s 76).
En 2013, elle rejoint le Stade sottevillais 76, en France.
Elle participe de nouveau aux championnats d'Afrique en 2014. Elle termine 8e de l'heptathlon (4309 points), après avoir été disqualifiée sur l'épreuve de 100 m haies.
En 2015, elle bat son record national de l'heptathlon au meeting de Kladno puis elle remporte sa première médaille internationale aux Jeux africains, en terminant deuxième de l'heptathlon. À cette occasion, elle bat le record national du saut en hauteur (1,72 m).
En 2017, elle remporte l'heptathlon des Jeux de la solidarité islamique puis bat encore les records nationaux de l'heptathlon (6131 points) et du 100 m haies (13 s 35) au meeting de Kladno. Aux Jeux de la francophonie, elle participe uniquement au lancer du poids, en l'absence d'épreuve d'heptathlon. Elle termine 4e avec un lancer à 14,78 m.
En 2018, elle devient championne d'Afrique de l'heptathlon.
Elle se classe 8e des championnats du monde 2019 à Doha avec 6 210 pts, nouveau record personnel et national.

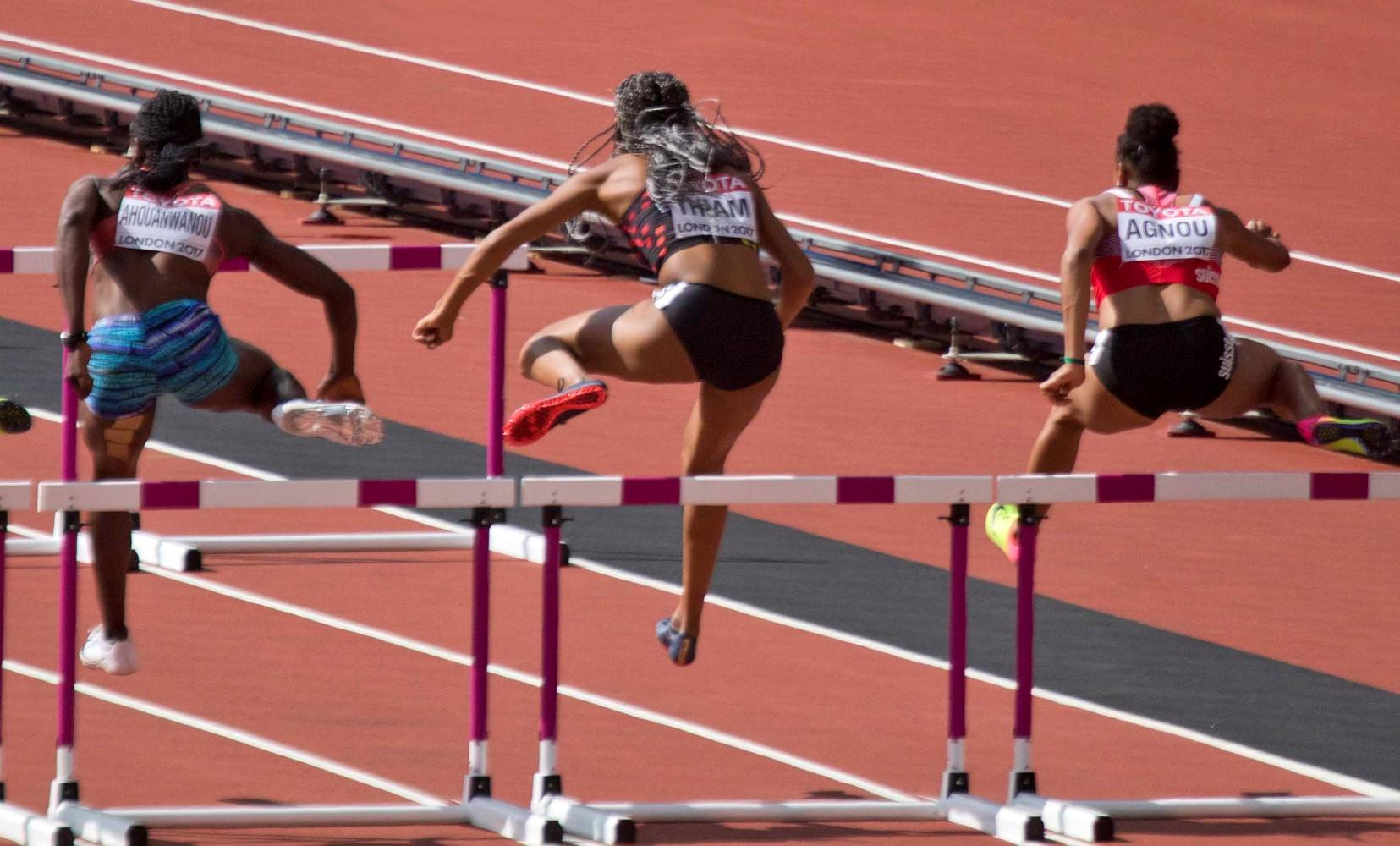
Odile Ahouanwanou.

En 2022, elle conserve son titre de championne d'Afrique de l'heptathlon.

## Disparition inquiétante
En septembre 2024, les autorités françaises lancent un appel à témoins, pour retrouver Odile Ahouanwanou qui n'a plus été vue depuis le 10 septembre. Elle a disparu dans la région de Rouen. Elle a déposé son fils le 10 septembre au matin chez son assistante maternelle à Sotteville-lès-Rouen, sans venir le récupérer le soir alors qu'elle était dans la région de Neufchatel-en-Bray dans la journée. Sa disparition a conduit à une vague d'émotion dans la ville où elle vit et auprès du Stade sottevillais où elle s'entraine.
Le 18 septembre, le Procureur de la République de Rouen Sébastien Gallois précise continuer les recherches afin de la retrouver. Cette dernière est inscrite au fichier des personnes recherchées et les enquêteurs ont commencé à interroger son entourage et des témoins. Ils ont aussi analysé sa localisation via les opérateurs téléphoniques, les caméras de surveillances, les hôpitaux, les aéroports et les banques afin de récupérer des informations. Pour le moment, l'hypothèse privilégiée est celle de la disparition volontaire.
Le 27 septembre 2024, la police de Seine-Maritime annonce qu'Odile a été retrouvée en vie et en bonne santé, qu'elle est rentré dans la nuit du 26 au 27 septembre chez elle. Néanmoins, les circonstances de sa disparition pour le moment, ne sont pas connus.

## Palmarès
| Date | Compétition                     | Lieu         | Résultat | Épreuve     | Points    |
| ---- | ------------------------------- | ------------ | -------- | ----------- | --------- |
| 2012 | Championnats d'Afrique          | Porto-Novo   | 6e       | Heptathlon  | 4 983 pts |
| 2014 | Championnats d'Afrique          | Marrakech    | 8e       | Heptathlon  | 4 309 pts |
| 2015 | Jeux africains                  | Brazzaville  | 2e       | Heptathlon  | 5 734 pts |
| 2017 | Jeux de la solidarité islamique | Bakou        | 1re      | 100 m haies | 13 s 55   |
| 2017 | Jeux de la solidarité islamique | Bakou        | 1re      | Heptathlon  |           |
| 2017 | Jeux de la Francophonie         | Abidjan      | 4e       | Poids       | 14,78 m   |
| 2017 | Championnats du monde           | Londres      | 19e      | Heptathlon  | 6 020 pts |
| 2018 | Championnats d'Afrique          | Asaba        | 1re      | Heptathlon  | 5 999 pts |
| 2018 | Coupe continentale              | Ostrava      | 8e       | Triple saut | 11,29 m   |
| 2019 | Décastar                        | Talence      | 6e       | Heptathlon  | 6 200 pts |
| 2019 | Jeux africains                  | Rabat        | 3e       | Poids       | 13,77 m   |
| 2019 | Jeux africains                  | Rabat        | 11e      | Hauteur     | 1,70 m    |
| 2019 | Championnats du monde           | Doha         | 8e       | Heptathlon  | 6 210 pts |
| 2022 | Championnats d'Afrique          | Saint-Pierre | 1re      | Heptathlon  | 5 756 pts |
| 2024 | Jeux africains                  | Accra        | 1re      | heptathlon  | 5 616 pts |
| 2024 | Championnats d'Afrique          | Douala       | 1re      | Heptahlon   | 5777 pts  |

## Records
| Épreuve           | Performance    | Lieu      | Date            |
| ----------------- | -------------- | --------- | --------------- |
| 100 m haies       | 13 s 25 (NR)   | Ratingen  | 19 juin 2021    |
| Saut en hauteur   | 1,78 m (NR)    | Marseille | 14 juillet 2017 |
| Lancer du poids   | 15,79 m (NR)   | Ratingen  | 19 juin 2021    |
| 200 m             | 23 s 85        | Tokyo     | 4 août 2021     |
| Saut en longueur  | 6,11 m         | Götzis    | 29 mai 2022     |
| Lancer du javelot | 48,02 m        | Ratingen  | 20 juin 2021    |
| 800 m             | 2 min 20 s 45  | Kladno    | 18 juin 2017    |
| Heptathlon        | 6 274 pts (NR) | Ratingen  | 20 juin 2021    |

| Épreuve          | Performance    | Lieu       | Date            |
| ---------------- | -------------- | ---------- | --------------- |
| 60 m haies       | 8 s 29 (NR)    | Mondeville | 3 février 2018  |
| Saut en hauteur  | 1,78 m (NR)    | Eaubonne   | 22 janvier 2017 |
| Lancer du poids  | 15,10 m (NR)   | Aubière    | 24 janvier 2021 |
| Saut en longueur | 6,09 m (NR)    | Aubière    | 24 janvier 2021 |
| 800 m            | 2 min 24 s 42  | Aubière    | 24 janvier 2021 |
| Pentathlon       | 4 461 pts (NR) | Aubière    | 24 janvier 2021 |